# حزب الديمقراطية الاشتراكية التشيكي
حزب الديمقراطية الاشتراكية في جمهورية التشيك (باللغة التشيكية: Sociální demokracie (SOCDEM) )، المعروف سابقًا قبل 10 يونيو 2023 باسم الحزب الاشتراكي الديمقراطي التشيكي (ČSSD)، هو حزب سياسي من يسار الوسط تأسس عام 1878، مما يجعله من أقدم الأحزاب السياسية في أوروبا الوسطى. ويتبنى آراء مؤيدة لأوروبا ، يرتبط فكريًا بـالأممية الاشتراكية وحزب الاشتراكيين الأوروبيين، والتحالف التقدمي ويدافع عن الحريات الفردية وحقوق الأقليات في إطار الديمقراطية التمثيلية.
كان الحزب الاشتراكي الديمقراطي التشيكي حزبًا ائتلافيًا صغيرًا ضمن حكومة الأقلية الثانية لأندريه بابيش من يونيو 2018، وكان حزبًا ائتلافيًا كبيرًا من عام 1998 إلى عام 2006 ومن عام 2013 إلى عام 2017.
شهد الحزب تحديات كبيرة في السنوات الأخيرة خصوصا منذ العام 2017، حيث تراجع تأييده الشعبي بشكل ملحوظ. في الانتخابات البرلمانية لعام 2021، فشل الحزب في تجاوز العتبة الانتخابية البالغة 5%، مما أدى إلى فقدانه جميع مقاعده في البرلمان، هذا التراجع عكس تحولًا في المشهد السياسي التشيكي، حيث تزايدت شعبية الأحزاب الشعبوية واليمينية، يسعى الحزب إلى إعادة بناء نفسه من خلال التركيز على القضايا الاجتماعية والاقتصادية.

## التاريخ
تأسس الحزب في بريفنوف بالقرب من براغ خلال فترة حكم الإمبراطورية النمساوية المجرية، وكان يُمثل جناحًا عماليًا في البرلمان النمساوي. بعد انهيار الإمبراطورية في نهاية الحرب العالمية الأولى، أصبح الحزب أحد القوى السياسية الرائدة في الجمهورية التشيكوسلوفاكية الأولى. في عام 1921، شهد الحزب انقسامًا داخليًا أدى إلى تشكيل الحزب الشيوعي التشيكوسلوفاكي. خلال الاحتلال النازي، تم حظر الحزب. بعد الحرب، عاد الحزب إلى هيكله السابق وأصبح عضوًا في الجبهة الوطنية التي شكلت الحكومة الجديدة. في عام 1948، بعد حصول الحزب الشيوعي على أغلبية برلمانية، تم دمج الحزب الديمقراطي الاجتماعي في الحزب الشيوعي. خلال ربيع براغ عام 1968، كانت هناك محاولات لإعادة تأسيس الحزب، لكن التدخل السوفيتي حال دون ذلك. لم يُسمح بعودة الحزب إلا بعد الثورة المخملية عام 1989، حيث تم تشكيل لجنة تحضيرية لإعادة تأسيسه.

## الأداء الانتخابي

### الانتخابات البرلمانية
| السنة | نسبة الأصوات (%) | المقاعد | الملاحظات                          |
| ----- | ---------------- | ------- | ---------------------------------- |
| 1996  | 26.4             | 61      | ثاني أكبر حزب                      |
| 1998  | 32.3             | 74      | تشكيل حكومة أقلية                  |
| 2002  | 30.2             | 70      | حكومة ائتلافية بقيادة الحزب        |
| 2006  | 32.3             | 74      | خسارة أمام الحزب الديمقراطي المدني |
| 2010  | 22.1             | 56      | تراجع في الأداء                    |
| 2013  | 20.5             | 50      | تشكيل حكومة ائتلافية               |
| 2017  | 7.3              | 15      | خسارة كبيرة                        |
| 2021  | 4.65             | 0       | فقدان جميع المقاعد البرلمانية      |

### الانتخابات الأوروبية
| السنة | نسبة الأصوات (%) | المقاعد | الملاحظات             |
| ----- | ---------------- | ------- | --------------------- |
| 2004  | 8.78             | 2       | أداء ضعيف             |
| 2009  | 22.39            | 7       | أفضل أداء             |
| 2014  | 14.17            | 4       | تراجع في الأداء       |
| 2019  | 3.95             | 0       | فقدان التمثيل         |
| 2024  | 1.86             | 0       | استمرار فقدان التمثيل |

## القيادة
تولى قيادة الحزب عدة شخصيات بارزة على مر السنين:
- ميلوش زيمان: قاد الحزب من 1993 إلى 2001، وأصبح رئيسًا للوزراء (1998-2002)، ثم استقال من الحزب عام 2007 قبل أن يُنتخب رئيسًا للجمهورية كعضو من حزبه الجديد الذي أسسه. (2013-2023).

- بوهوسلاف سوبوتكا: قاد الحزب من 2011 إلى 2017، ورأس الحكومة من 2014 إلى 2017.

- يان هاماشيك: قاد الحزب من 2018 إلى 2021.

- ميخال شمارتا: تولى القيادة بعد انتخابات 2021 إلى عام 2024.

- يانا مالاتشوفا: تولت القيادة في عام 2024، وهي أول امرأة تقود الحزب.

## أسباب التآكل لشعبيته منذ عام 2017
شهد الحزب الاشتراكي الديمقراطي التشيكي تراجعًا ملحوظًا منذ عام 2017، نتيجةً لعدة عوامل متداخلة أثرت على مكانته السياسية والشعبية: أهمها تآكل الثقة الجماهيرية بسبب تحالف الحزب مع حزب ANO بقيادة أندريه بابيش، الذي يتبنى توجهات شعبوية يمينية، مما أدى إلى فقدان الحزب لمصداقيته بين قاعدته التقليدية. هذا التحالف اعتُبر تناقضًا مع المبادئ الاشتراكية الديمقراطية التي يتبناها الحزب، مما أثار استياءً واسعًا بين أنصاره. كما أن تورط بعض قيادات الحزب في قضايا فساد أثّر سلبًا على صورته. وشهد الحزب صراعات داخلية بين جناحين؛ أحدهما يميل نحو الشعبوية والآخر يتمسك بالتقاليد الديمقراطية الاجتماعية. هذا التنازع أدى إلى انقسامات داخلية، كما أن الأحزاب اليمينية الشعبوية مثل حزب الحرية والديمقراطية المباشرة (SPD) استقطبت جزءًا من القاعدة الشعبية التقليدية للحزب، خاصةً في المناطق الريفية، كما واجه الحزب أزمات مالية حادة، مما زاد من أعبائه المالية وأثر على قدرته على تمويل حملاته الانتخابية.
وفي عام 2025، شهد الحزب انقسامًا داخليًا بعد استقالة قيادته، حيث انشق عشرة نواب لتشكيل حزب جديد يُدعى "الديمقراطية والتضامن" (SDS)، مما زاد من تشتت قوى اليسار وأضعف من تأثير الحزب في الساحة السياسية.

## سياسة الحزب الخارجية
سعى الحزب إلى تبني سياسة خارجية مستقلة عن التوجهات الحكومية، مما أثار انتقادات من قبل الحكومة التي اعتبرت هذه التحركات تناقضًا مع السياسة الخارجية الرسمية للبلاد.
سعى الحزب إلى الحفاظ على توازن بين المبادئ الديمقراطية الاشتراكية والاعتبارات الجيوسياسية.
مواقف الحزب من قضايا الوطن العربي
تبنى الحزب الاشتراكي الديمقراطي التشيكي مواقف متوازنة تجاه قضايا الشرق الأوسط، مع التركيز على دعم حقوق الإنسان والحلول السلمية:
- القضية الفلسطينية: أعلنت لجنة العلاقات الخارجية في الحزب أن المستوطنات الإسرائيلية في الأراضي الفلسطينية المحتلة غير شرعية وتُعدّ عقبة أمام السلام، مؤكدين دعمهم لحل الدولتين وفقًا للشرعية الدولية.[11]

- العلاقات مع سوريا: في عام 2008، قام زعيم الحزب آنذاك، يرجي باروبيك، بزيارة إلى دمشق، حيث التقى بالرئيس السوري بشار الأسد. رغم الانتقادات الداخلية.[12]